# Lucien Sève
Lucien Sève (ur. 9 grudnia 1926 w Chambéry, zm. 23 marca 2020) – francuski filozof marksistowski.

## Życiorys
W roku 1945 wstąpił do paryskiej École normale supérieure, którą ukończył w 1949 z dyplomem z filozofii. W latach 1949–1970 pracował jako nauczyciel filozofii w liceach. Wstąpił do Francuskiej Partii Komunistycznej w roku 1950 i w latach 1961–1994 był członkiem jej Komitetu Centralnego.
W latach 1970–1982 był dyrektorem  francuskiego wydawnictwa Editions sociales. W latach 1983–2000 był członkiem Comité consultatif national d’éthique – francuskiego Narodowego Komitetu Konsultacyjnego w sprawach Etyki – instytucji utworzonej w 1982 r. przez rząd François Mitterranda, odpowiedzialnej za rozpatrywanie etycznego charakteru prowadzonych badań naukowych (przede wszystkim z zakresu badań biologicznych).
Zmarł 23 marca 2020 na COVID-19 w czasie pandemii COVID-19.

## Prace

### Najważniejsze prace
- La Philosophie française contemporaine et se genèse de 1789 à nos jours, Éditions sociales, Paris 1962;
- Les «dons» n’existent pas, dans L’École et la Nation, październik 1964;
- L’École et la laïcité, EDSCO, 1965;
- Marxisme et théorie de la personnalité, Éditions sociales, Paris 1969; wydanie 5: 1981 (tłumaczone na wiele języków obcych);
- Psychanalyse et matérialisme historique [w:] Pour une critique marxiste de la théorie psychanalytique, praca zbiorowa razem z Catherine Clément i Pierre Bruno, Éditions sociales, Paris 1974;
- Analyses marxistes de l’aliénation [w:] Philosophie et religion, pisma zebrane, CERM/Éditions sociales, Paris 1974;
- Wstęp do Textes sur la méthode de la science économique de Karl Marx et Friedrich Engels (różni autorzy), Éditions sociales, Paris 1974;
- Les communistes et l’État, razem z Jean Fabre i François Hincker, Éditions sociales, Paris 1977;
- Une introduction à la philosophie marxiste, [w:] Vocabulaire philosophique, Éditions sociales, Paris 1980;
- Structuralisme et dialectique, Messidor/Éditions sociales, Paris 1984;
- La personnalité en gestation, [w:] Je/Sur l’individualité, pisma zebrane, Messidor/Éditions sociales, Paris 1987;
- Recherche biomédicale et respect de la personne humaine (praca zbiorowa), raport Comité consultatif national d’éthique; Wstęp Jean Bernarda, La Documentation française, Paris 1988;
- Communisme, quel second souffle?, Messidor/Éditions sociales, Paris 1990;
- Pour une critique de la raison bioéthique, Éditions Odile Jacob, Paris 1994;
- Nature, science, dialectique: un chantier à rouvrir, [w:] Sciences et dialectiques de la nature, pisma zebrane pod red. Lucien Sève'a, Éditions La Dispute, Paris 1998;
- Commencer par les fins. La nouvelle question communiste, Éditions La Dispute, Paris 1999;
- Penser avec Marx aujourd’hui. I. Marx et nous, Éditions La Dispute, Paris 2004;
- Émergence, complexité et dialectique, Éditions Odile Jacob, Paris 2005;
- Qu'est-ce que la personne humaine? – Bioéthique et démocratie, Éditions La Dispute, Paris 2006.

### W języku polskim
- Marksizm a teoria osobowości (wyd. Książka i Wiedza, Warszawa 1975);
- Metoda strukturalna a metoda dialektyczna, w: (różni autorzy) Strukturalizm a marksizm (wyd. Książka i Wiedza, Warszawa 1969);
- Próba wprowadzenia do filozofii marksistowskiej (wyd. Książka i Wiedza, Warszawa 1988);
- Raz jeszcze: strukturalizm czy dialektyka?, w: Myśl Marksistowska, nry 6/1986 i 1/1987.